# Ancyloscelis ursinus
Ancyloscelis ursinus là một loài Hymenoptera trong họ Apidae. Loài này được Haliday mô tả khoa học năm 1836.

## Hình ảnh

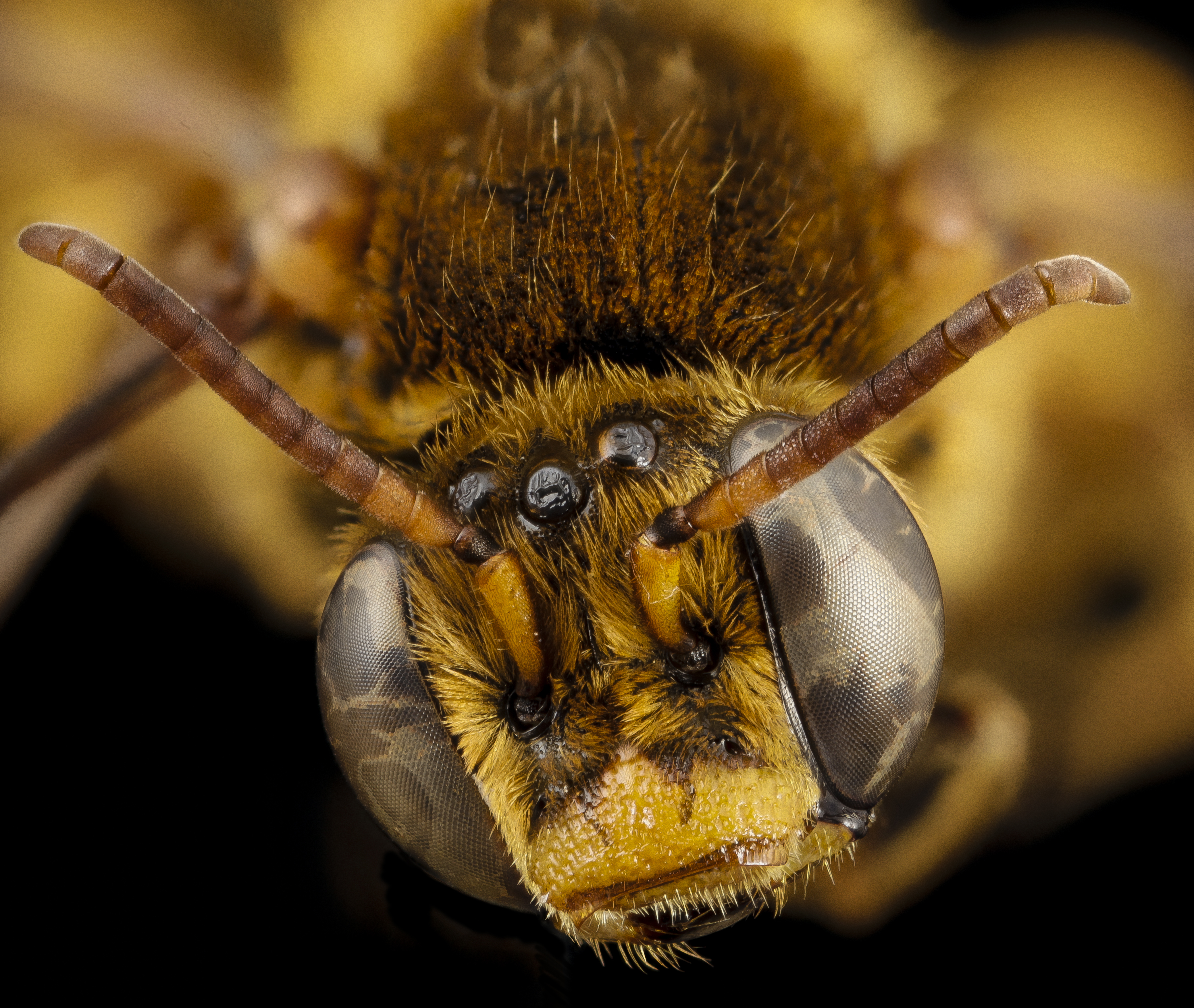
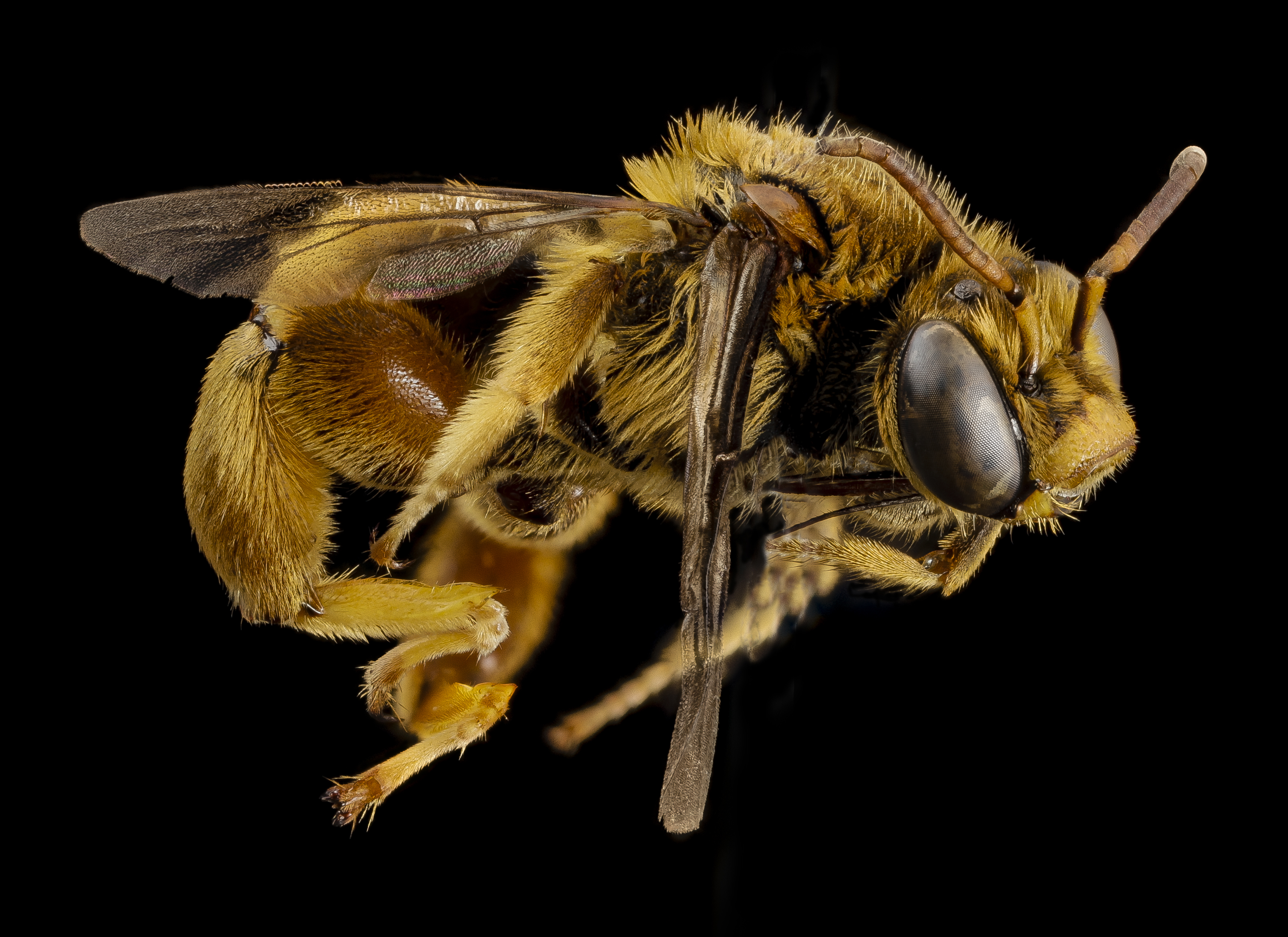